# Шанцевый инструмент

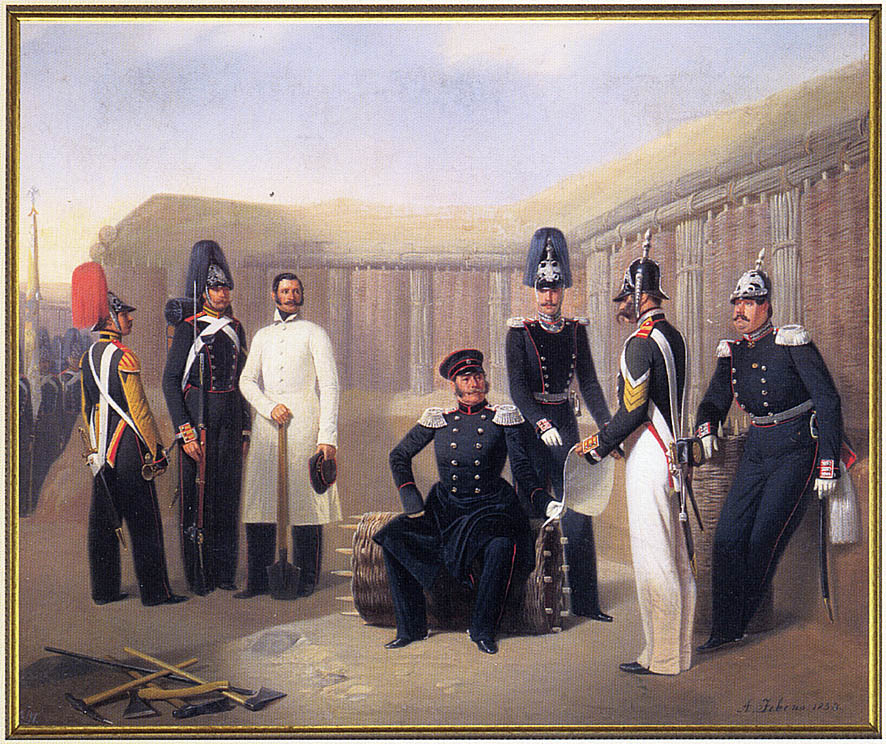
Шанцевый инструмент (левый нижний угол) и сапёры лейб-гвардии сапёрного батальона. 1853 год. Картина работы А. И. Гебенса
В центре на габионе сидит командир батальона генерал-майор Н. Ф. Хомутов, крайний справа — полковник Н. К. Зацепин (известный художник, погиб 10 мая 1855 года при обороне Севастополя). (Музей Суворова в Санкт-Петербурге)

Ша́нцевый инструме́нт (нем. Schanze «окоп, укрепление») — ручной инструмент, предусмотренный по штату в воинских подразделениях и предназначенный для выполнения инженерных работ.
В Русской императорской армии составлял часть снаряжения войск и был предназначен для работ по укреплению полевых позиций.
В ВС России является инженерным вооружением, в соответствии с организационно-штатной структурой формирований.

## Типы
В Русской императорской армии шанцевый инструмент разделяли на:
- носимый шанцевый инструмент, который носили люди и потому всегда находившийся при каждой войсковой части;
- возимый шанцевый инструмент, который возили в обозе войск и инженерных парков и, следовательно, мог на некоторое время и не быть при войсках[1].

### Носимый
Носимый шанцевый инструмент (малая пехотная лопата (МПЛ-50)) является инженерным вооружением сержантов и солдат, используется, главным образом, для рытья окопов (самоокапывания), преодоления заграждений и для рукопашного боя. До Великой Отечественной войны включал также малый топор и малую кирку-мотыгу. Находится на оснащении солдат, сержантов, в соответствии с организационно-штатной структурой воинских частей Сухопутных войск и подразделений. 
Чехол от МПЛ-50 входит в снаряжение солдат, сержантов.

### Возимый
Возимый шанцевый инструмент предусматривается по штату в частях, а также в комплекте боевых и транспортных машин.
Он включает:
- (ранее) нож фашинный;
- большую сапёрную лопату;
- военный топор (топор плотничный);
- кирку-мотыгу;
- пилу двуручную;
- лом;
- другие инструменты в зависимости от предполагаемых инженерных или строительных работ.

Возимый инструмент применяют, главным образом, при оборудовании войсками занимаемых позиций, районов расположения.

### Применение
Особенности применения главнейших инструментов:
- большими лопатами можно работать до трёх часов подряд, бросая землю на 2 метра по вертикальному и на 3,5 метра по горизонтальному направлениям; работа идёт гораздо скорее, чем малыми лопатами, которыми нельзя работать более 20-30 минут подряд и бросать землю выше 1,2 метра и дальше 1,8 метра;
- большими топорами рубят всякий лесной материал, а малыми топорами только хворост и корни;
- кирками дробят твёрдые грунты, а мотыгами разрыхляют вязкие грунты (глина) и проросшие;
- ломами выворачивают большие камни.

## Галерея

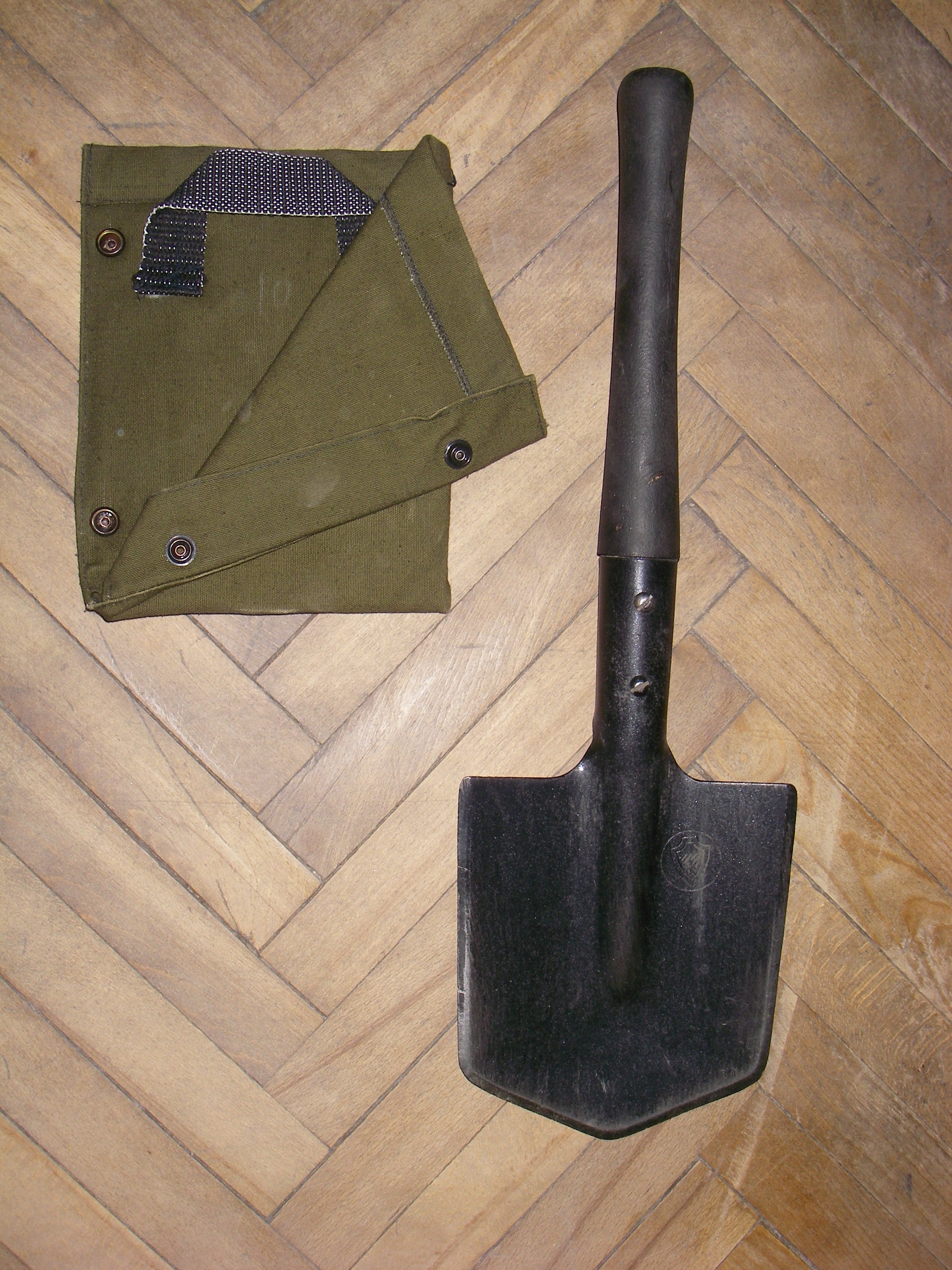
Малая пехотная лопата (послевоенная) и чехол к ней, для переноски на поясном ремне, носимый шанцевый инструмент.
Чертёж большой сапёрной лопаты (БСЛ-110), возимого шанцевого инструмента.
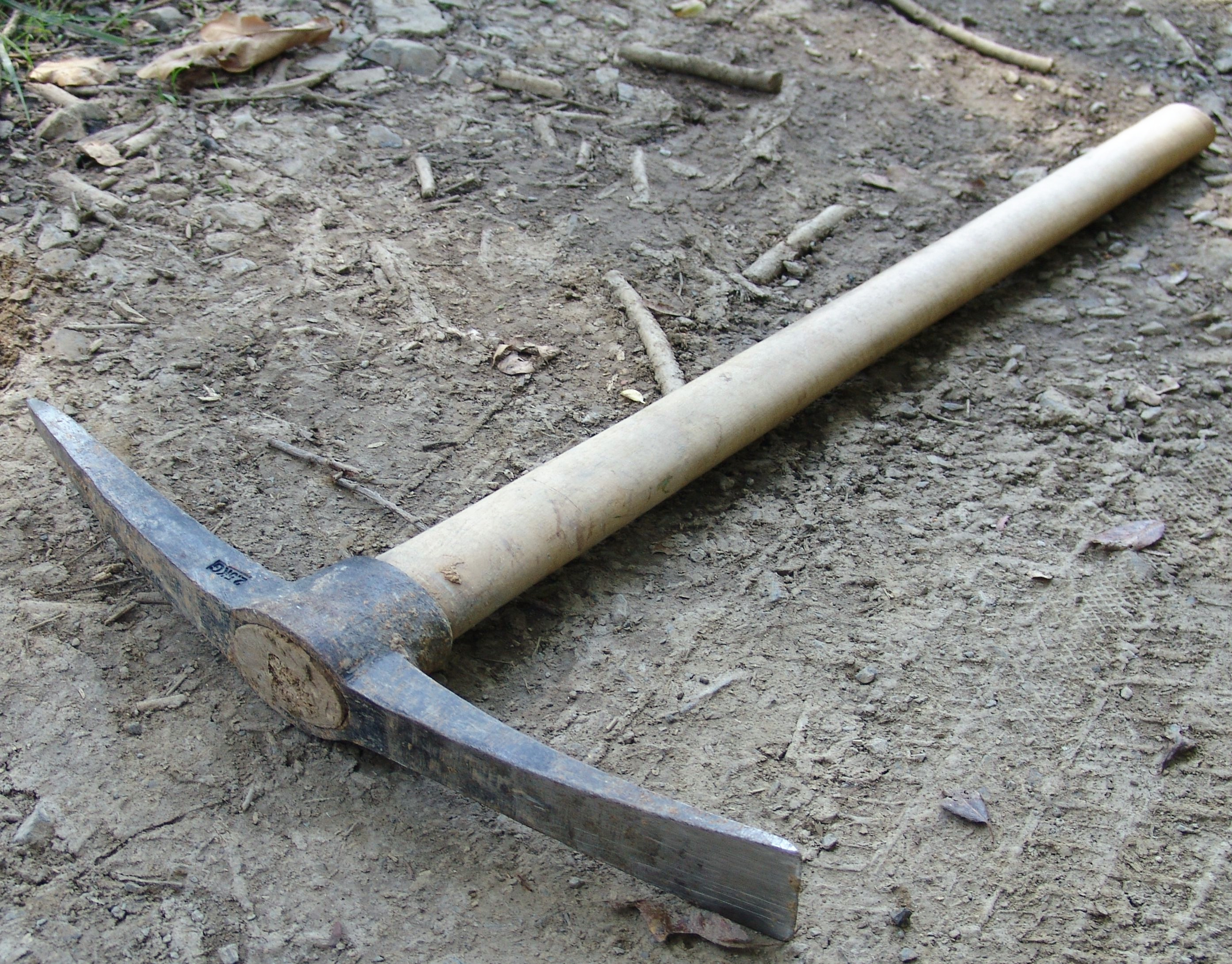
Кирка-мотыга, с кирочным и мотыжным концами, возимый шанцевый инструмент.
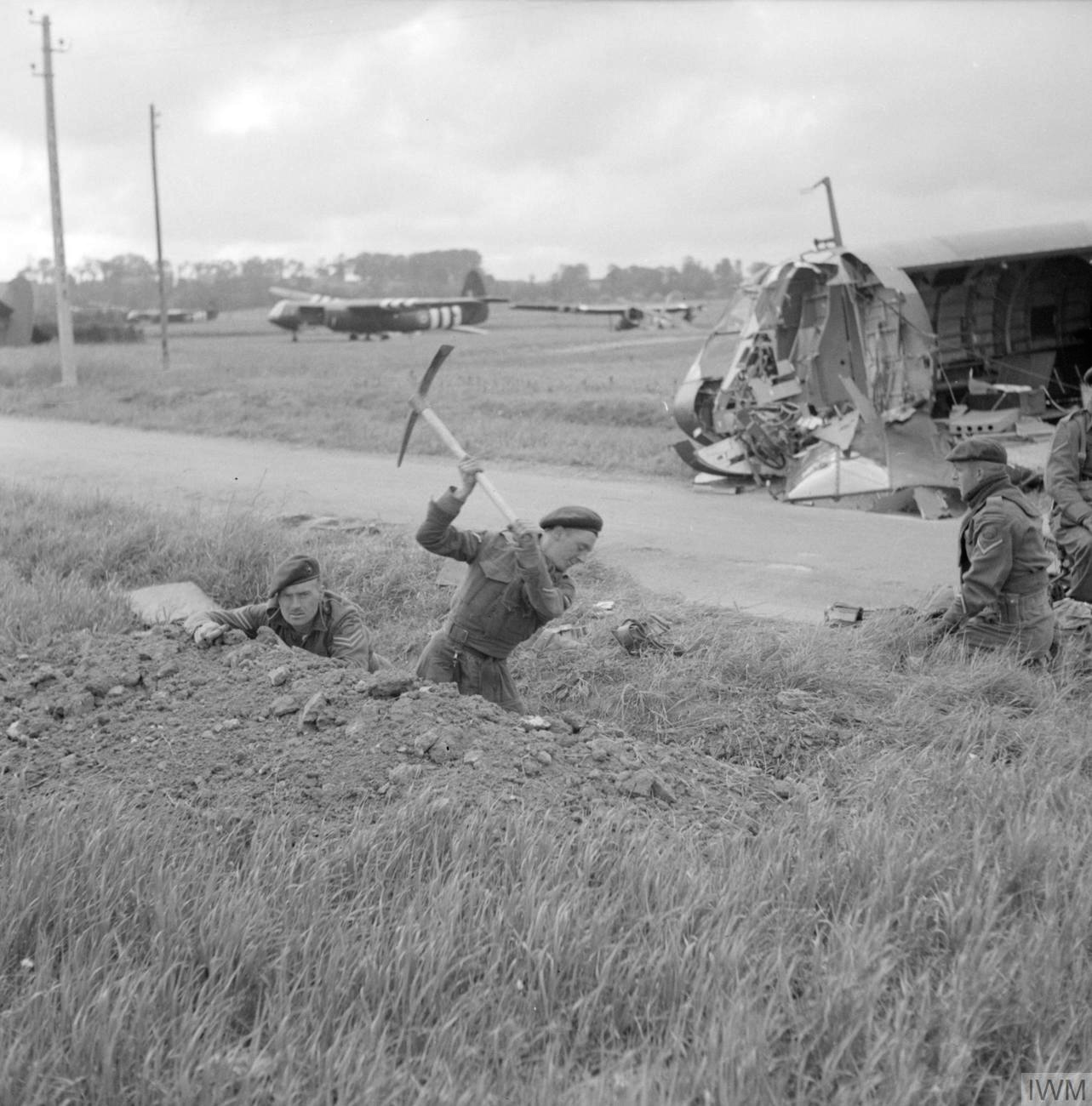
Применение шанцевого инструмента британскими морпехами, окапывание кирко-мотыгой.
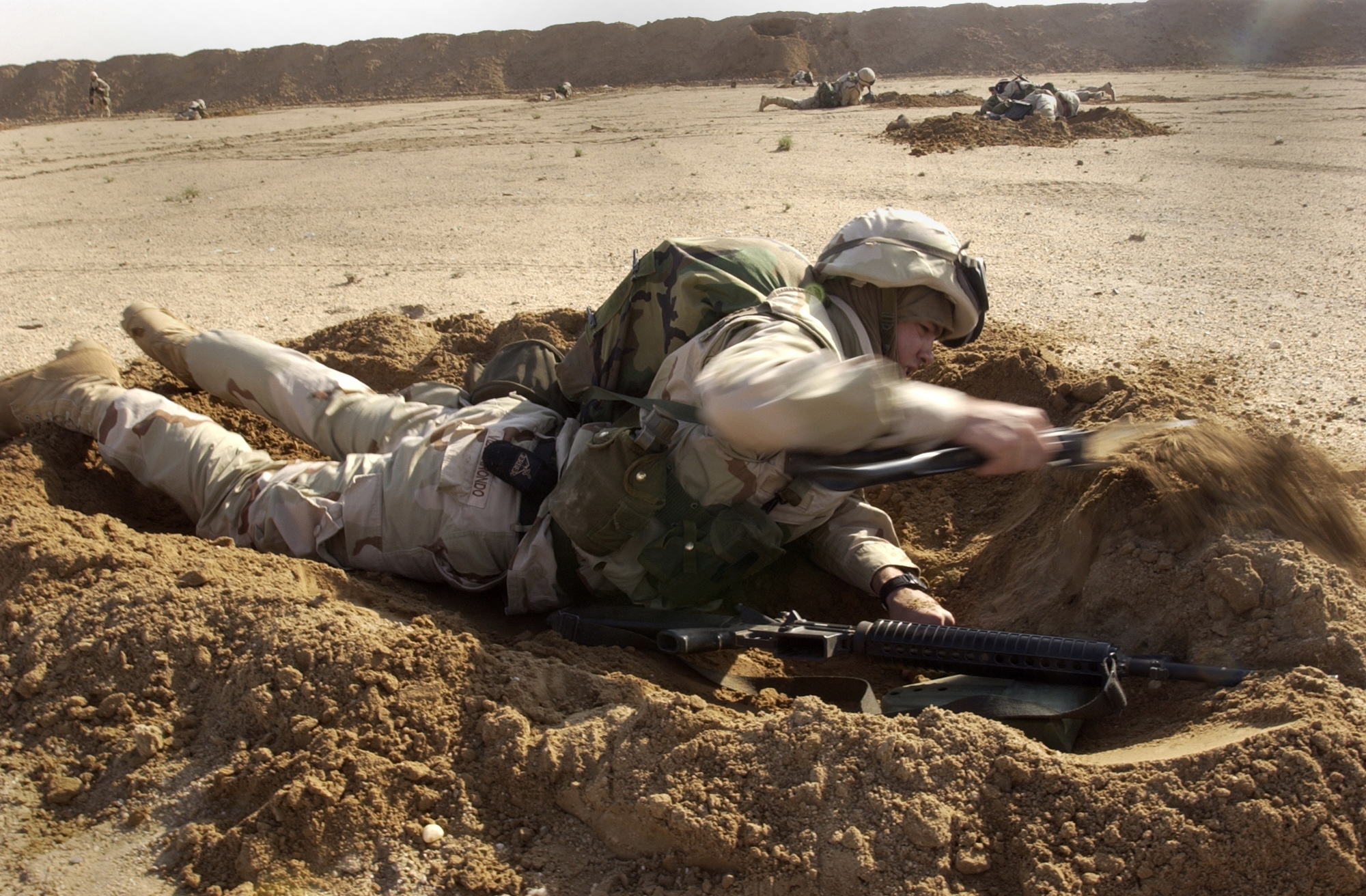
Применение шанцевого инструмента, самоокапывание малой пехотной лопатой в ВМС США.